# Jugosławia na Letnich Igrzyskach Olimpijskich 2000
Jugosławię na Letnich Igrzyskach Olimpijskich 2000 reprezentowało 111 zawodników.

## Zdobyte medale
| Medal  | Zawodnik | Dyscyplina  | Konkurencja                |
| ------ | --- | ----------- | -------------------------- |
| Złoto  | Vladimir Batez, Slobodan Boškan, Andrija Gerić, Nikola Grbić, Vladimir Grbić, Slobodan Kovač, Đula Mešter, Vasa Mijić, Ivan Miljković, Veljko Petković, Goran Vujević, Igor Vušurović                                             | Siatkówka   | turniej mężczyzn           |
| Srebro | Jasna Šekarić | Strzelectwo | pistolet pneumatyczny 10 m |
| Brąz   | Aleksandar Ćirić, Danilo Ikodinović, Viktor Jelenić, Nikola Kuljača, Aleksandar Šapić, Dejan Savić, Aleksandar Šoštar, Petar Trbojević, Veljko Uskoković, Jugoslav Vasović, Vladimir Vujasinović, Nenad Vukanić, Predrag Zimonjić | Piłka wodna | turniej mężczyzn           |